# بهتره با سال تماس بگیری (فصل ۳)
فصل سوم مجموعه تلویزیونی درام آمریکایی بهتره با سال تماس بگیری از ۱۰ آوریل ۲۰۱۷ پخش شد و در ۱۹ ژوئن ۲۰۱۷ به پایان رسید. این فصل ده قسمتی دوشنبه شب‌ها در ایالات متحده از شبکه ای‌ام‌سی پخش شد. اسپین‌آف بریکینگ بد، بهتره با ساول تماس بگیری توسط وینس گیلیگان و پیتر گولد ساخته شد که هر دو در بریکینگ بد نیز کار کردند.

## بازیگران

### اصلی
- باب ادنکیرک در نقش: جیمی مک‌گیل
- جاناتان بنکس در نقش: مایک ارمنتراوت
- ری سیهورن در نقش: کیم وکسلر
- پاتریک فابیان در نقش: هاوارد هملین
- مایکل ماندو در نقش: ناچو وارگا
- مایکل مک‌کین در نقش چاک مک‌گیل
- جیانکارلو اسپوزیتو در نقش: گاس فرینگ

## قسمت‌ها
| شم. کلی | شم. در فصل | عنوان                | کارگردان       | نویسنده                  | تاریخ انتشار اصلی | آمریکا تعداد بیننده (میلیون) |
| ------- | ---------- | -------------------- | -------------- | ------------------------ | ----------------- | ---------------------------- |
| ۲۱      | ۱          | «میبل»               | وینس گیلیگان   | وینس گیلیگان و پیتر گولد | ۱۰ آوریل ۲۰۱۷     | ۱٫۸۱                         |
| ۲۲      | ۲          | «شاهد»               | وینس گیلیگان   | توماس اشنوز              | ۱۷ آوریل ۲۰۱۷     | ۱٫۴۶                         |
| ۲۳      | ۳          | «هزینه‌های نابرگشتنی» | جان شیبان      | جنیفر هاتچیسون           | ۲۴ آوریل ۲۰۱۷     | ۱٫۵۲                         |
| ۲۴      | ۴          | «خوش‌مزه»             | توماس اشنوز    | Jonathan Glatzer         | ۱ مه ۲۰۱۷         | ۱٫۵۶                         |
| ۲۵      | ۵          | «حیله‌گری»            | دانیل سکهایم   | Gordon Smith             | ۸ مه ۲۰۱۷         | ۱٫۷۶                         |
| ۲۶      | ۶          | «بی برند»            | کیث گوردن      | Ann Cherkis              | ۱۵ مه ۲۰۱۷        | ۱٫۷۲                         |
| ۲۷      | ۷          | «مخارج»              | توماس اشنوز    | توماس اشنوز              | ۲۲ مه ۲۰۱۷        | ۱٫۶۵                         |
| ۲۸      | ۸          | «لغزش»               | Adam Bernstein | Heather Marion           | ۵ ژوئن ۲۰۱۷       | ۱٫۶۳                         |
| ۲۹      | ۹          | «سقوط»               | Minkie Spiro   | Gordon Smith             | ۱۲ ژوئن ۲۰۱۷      | ۱٫۴۷                         |
| ۳۰      | ۱۰         | «فانوس»              | پیتر گولد      | جنیفر هاتچیسون           | ۱۹ ژوئن ۲۰۱۷      | ۱٫۸۵                         |